# Mölbling
Mölbling osztrák község Karintia Sankt Veit an der Glan-i járásában. 2016 januárjában 1313 lakosa volt. 

## Elhelyezkedése

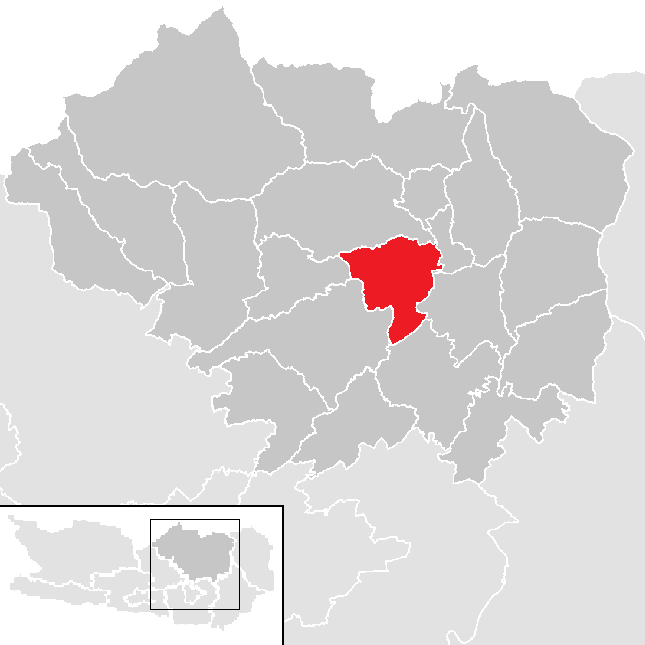
Mölbling a Sankt Veit-i járásban

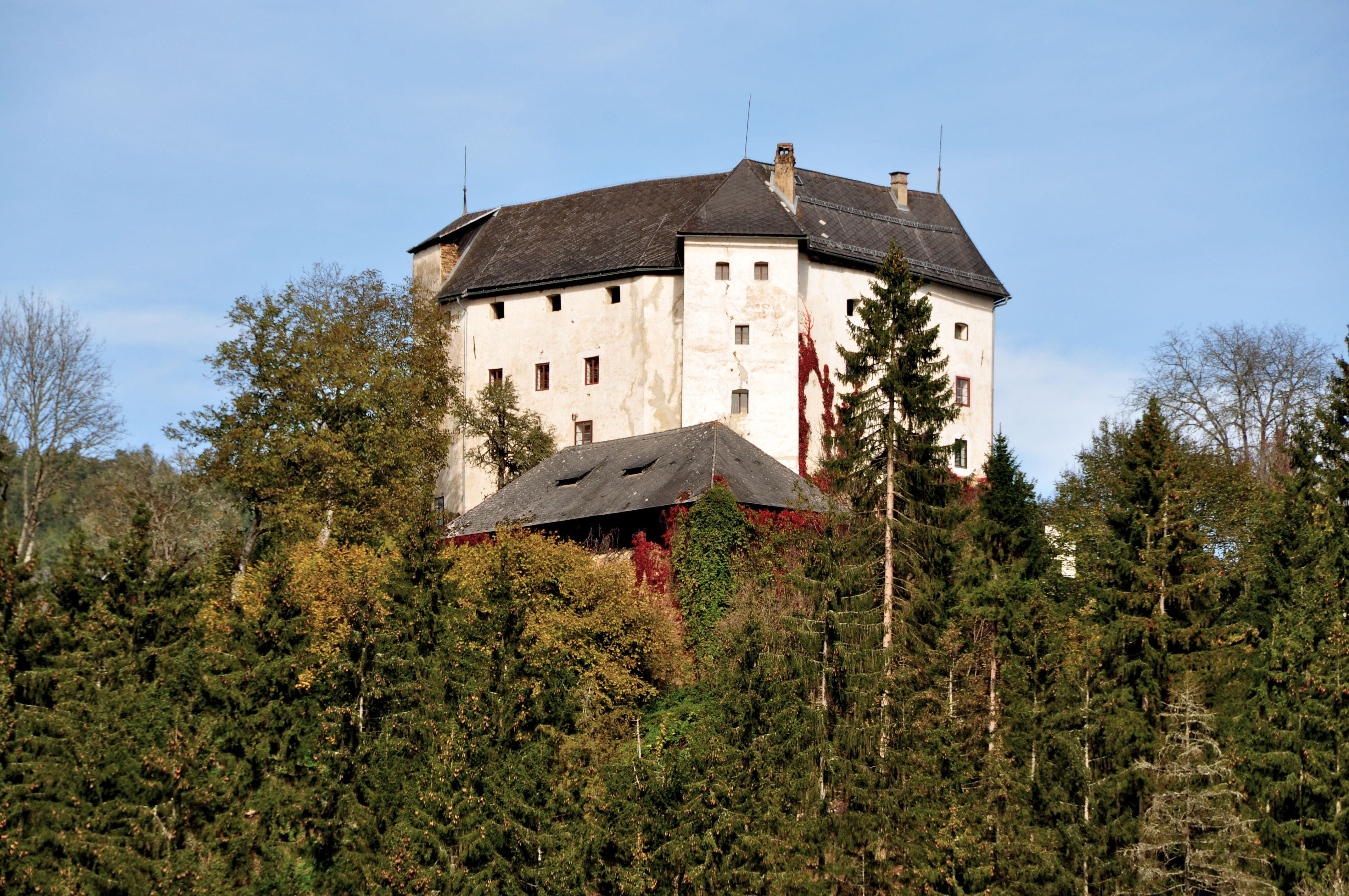
Rastenfeld vára

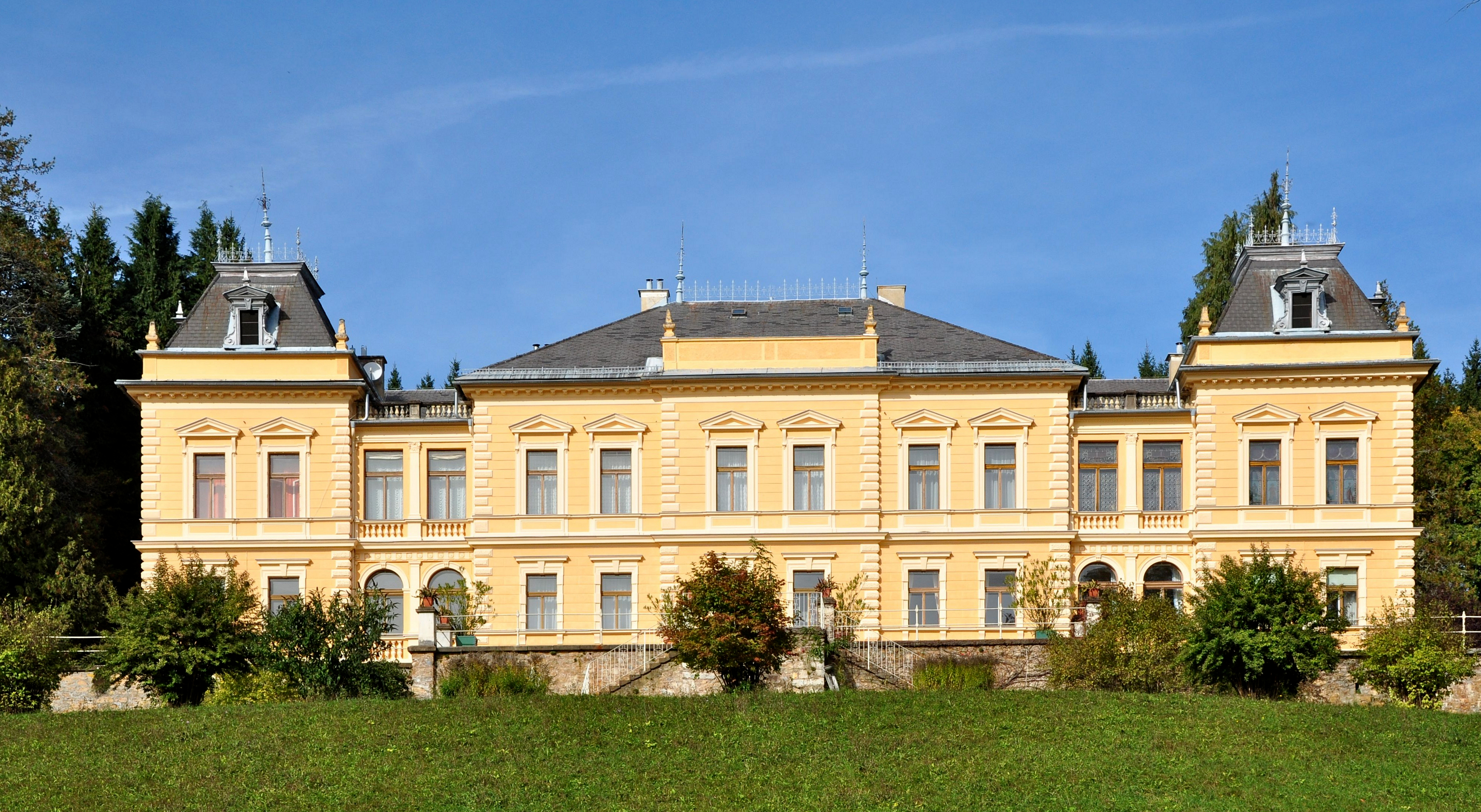
A welsbachi kastély

Mölbling Karintia északi részén fekszik, a Gurk folyó (a Dráva mellékfolyója) mentén, 27 km északkeletre Klagenfurttól. A községi tanács 29 falut és településrészt fog össze: Bergwerksgraben (38 lakos), Breitenstein (19), Brugga (169), Dielach (56), Drasenberg (39), Eixendorf (4), Gaming (35), Gerach (0), Gratschitz (12), Gunzenberg (18), Kogl (8), Mail (22), Meiselding (317), Mölbling (202), Pirka (31), Rabing (29), Rastenfeld (23), Ringberg (21), Sankt Kosmas (4), Sankt Stefan am Krappfeld (40), Stein (10), Stoberdorf (15), Straganz (43), Treffling (37), Tschatschg (13), Unterbergen (60), Unterdeka (51), Wattein (13), Welsbach (11).
A környező települések: északra Straßburg, északkeletre Althofen, keletre Kappel am Krappfeld, délre Sankt Georgen am Längsee, délnyugatra Frauenstein, nyugatra Gurk.

## Története
Sankt Stefan templomát először 1131-ben említik, Meiseldingét pedig 1216-ban.
A községi önkormányzat 1850-ben jött létre Rabing, Rastenfeld és Gunzenberg egyesülésével Rabing néven. 1956-ban átnevezték Mölblingre. 1973-ban megkapta a felszámolt meiseldingi önkormányzat területének jelentős részét.
1893-ban a híres vegyész, Carl Auer von Welsbach megvásárolta a rastenfeldi várat. A közeli Welsbachban működött a műhelye, ahol találmányain (Auer-égő, ozmiumlámpa, pirofor anyagok) dolgozott.

## Lakosság
A mölblingi önkormányzat területén 2016 januárjában 1313 fő élt, ami némi növekedés a 2001-es 1273 lakoshoz képest. Akkor a helybeliek 97,2%-a volt osztrák állampolgár. 90,5%-uk katolikusnak, 3,1% evangélikusnak, 0,9% mohamedánnak, 4,3% pedig felekezeten kívülinek vallotta magát.

## Látnivalók
- a régi ezüstbánya
- St. Stefan temploma
- St. Kosmas temploma
- a trefflingi Szt. Mihály-templom
- a gunzenbergi Szt. Flórián-templom
- a meiseldingi Szt. András-templom
- Rastenfeld várát először 1241-ben említik, mai formájában a 15-16. századból származik.
- a welsbachi kastélyt 1898-1900 között építette Carl Auer von Welsbach
- a háromívű, barokk korabeli híd a Gurk folyó fölött Mölblingnél

## Fordítás
- Ez a szócikk részben vagy egészben  a   Mölbling című német Wikipédia-szócikk ezen változatának fordításán alapul.  Az eredeti cikk szerkesztőit annak laptörténete sorolja fel. Ez a jelzés csupán a megfogalmazás eredetét és a szerzői jogokat jelzi, nem szolgál a cikkben szereplő információk forrásmegjelöléseként.